# 福島県立湯本高等学校
福島県立湯本高等学校（ふくしまけんりつ ゆもとこうとうがっこう）は、福島県いわき市常磐上湯長谷町にあった県立高等学校。通称・愛称は湯高（ゆこう）。

## 沿革
- 1942年4月20日 - 福島県湯本実科高等女学校として開校。
- 1943年4月2日 - 福島県湯本高等女学校と改称。
- 1947年4月1日 - 福島県立湯本高等学校と改称。（男女共学化）
- 1950年4月1日 - 福島県立湯本第二高等学校（定時制）を併置。
- 1951年3月31日 - 福島県立湯本第二高等学校を統合。
- 1962年 - 定時制募集を停止。
- 1964年 - 旧校舎全焼（現常磐公民館）。
- 1965年 - 新校舎竣工（現校地）。
- 1968年 - 体育館竣工。
- 1975年 - さはこ会館竣工。
- 1989年 - 英語科設置。
- 1990年 - 第二体育館竣工。
- 2011年 - 普通科募集定員40人減、普通科6クラス・英語科1クラスの設置（定員280人）となる。
- 2012年 - 普通科募集定員40人増、普通科7クラス・英語科1クラスの設置（定員320人）となる。
- 2013年 - 普通科募集定員40人減、普通科6クラス・英語科1クラスの設置（定員280人）となる。
- 2016年 - 普通科に特進クラスが設置される
- 2017年 - 英語科の募集停止に伴い、定員40名減。普通科6クラスの設置（定員240人）となる。
- 2022年 - 遠野高校と統合し、福島県立いわき湯本高等学校が開校。閉校[1]。

## 3.11東日本大震災の影響
東日本大震災によって校舎3棟（管理棟・特別教室棟・普通教室棟）が大きく被災し、加えて学校への進入路（取り付け道路）が崩落したために教育活動を行うことが出来ない状況となった。
このため、2011年5月上旬から8月5日までいわき明星大学に全校生徒と全教職員約1,000名が一時移転して、授業や部活動などの教育活動を行った。
その後、2011年8月下旬に本校グラウンドにプレハブの仮設校舎3棟（県内最大級）が完成したことにより、校地に戻って教育活動を再開した。
2014年3月末までに道路および校舎の復旧が完了したため、校舎での教育活動が再開された。

## 設置課程
- 全日制課程
  - 普通科 - 6学級。
    - 特進クラス - 2016年設置。2018年以後、理系の国公立大学や、久しく途絶えていた難関私立大学（MARCHレベル）への合格者が輩出されるようになってきており、一定の成果を挙げつつある。

  - 英語科 - 1989年設置、2017年募集停止。2019年に廃止。
    - 1987年の福島県立福島南高等学校（県北学区）の開校を契機に、福島県内の他学区にも語学系・国際系の学科配置が進められる事となり設置が決定。設置当初は、合格者数が激減していた難関私立大学への合格者数回復を目指しており、2年次より数学・理科の履修が無くなるなど極端な私立文系向けカリキュラム編成であった。後に国公立大や看護学校等への進学も考慮されたものに改定された。

## 部活動
吹奏楽部は全日本吹奏楽コンクールで3出休みを除き初出場から第62回大会まで、10大会連続出場を果たし、また、第52回及び第56回で金賞受賞を獲得した。
運動部では、剣道部が男子団体において平成22・23年度全国高校総体大会に連続出場し、2010年度には全国高校総体男子個人準優勝。水泳部は平成23年度国民体育大会水泳競技100メートル自由形女子個人において準優勝を果たしている。
- 運動系 - 剣道、弓道、卓球、水泳、陸上競技、テニス（硬式）、ソフトテニス（軟式）、野球、ソフトボール、サッカー、バドミントン、バスケットボール、バレーボール
- 文化系 - 吹奏楽、合唱、写真、美術、日本文化、理科、ESS（英会話）、フラダンス、家庭クラブ、音楽同好会、かるた同好会

## アクセス
- JR常磐線湯本駅 徒歩25分
- 新常磐交通「湯本高校」停留所 徒歩3分

## 出身者
- 渡辺敬夫 - 前いわき市長、元福島県議会議員・議長
- 鎌田裕也 - バスケットボール選手
- 安竜うらら - 女優、タレント
- 富澤タク - ミュージシャン、ドローイング作家
- 丹道夫 - 名代富士そば創業者（定時制中退）
- 寺田拓未 - 競泳選手、2022年世界水泳選手権日本代表